# Svéd labdarúgó-szuperkupa
A svéd labdarúgó-szuperkupa, hivatalos nevén Supercupen évenként megrendezésre kerülő esemény, amelyen az aktuális bajnok, és kupagyőztes méri össze erejét. A kupát, 2007-ben alapították, azóta öt különböző csapat nyerte el a trófeát. Időrendben: IF Elfsborg, IFK Göteborg, Kalmar FF, AIK és a jelenlegi címvédő Helsingborgs IF. A döntőkben eddig háromszor született 1–0-s eredmény, és a kupagyőztes még sohasem tudott diadalmaskodni. A legsikeresebb csapat a Helsingborgs IF.

## Története

### 2007-től napjainkig
A kupát először 2007-ben rendezték meg, és a bajnok Elfsborg, hazai pályán legyőzte a kupagyőztes Helsingborgs gárdáját. Az első fináléra mindössze 1 200-an voltak kíváncsiak. A következő évben, 2008-ban teljesen új páros szerepelhetett a döntőben, a bajnoki címvédő a Göteborg, míg a kupagyőztes a Kalmar volt. A párharcból végül a bajnok kerekedett ki győztesen. 2009-ben a Göteborg újra eljutott a fináléig, de ezúttal nem bajnokként, hanem kupagyőztesként kvalifikálta magát. A bajnok ezúttal az előző évi kupagyőztes Kalmar volt, így megismétlődött az egy évvel korábbi párosítás, de ezúttal a kalmariak nyertek. A 2010-es szuperkupában, nem a kupagyőztes szerepelt a bajnok ellenfeleként, hiszen az AIK csapata megnyerte a 2009-es svéd bajnokságot, és a kupát is. Így a bajnoki ezüstérmessel mérkőzött, aki nem más mint a Göteborg volt. Ezzel egymás után harmadszorra szerepelhettek a döntőben. Végül 1–0-ra nyert az AIK.

## Eddigi döntők
| Kiírás | Bajnok          | Kupagyőztes     | Döntő helyszíne  | Eredmény | Nézőszám    |
| ------ | --------------- | --------------- | ---------------- | -------- | ----------- |
| 2007   | IF Elfsborg     | Helsingborgs IF | Borås Arena      | 1 – 0    | 1 240 néző  |
| 2008   | IFK Göteborg    | Kalmar FF       | Ullevi           | 3 – 1    | 1 643 néző  |
| 2009   | Kalmar FF       | IFK Göteborg    | Fredriksskans    | 1 – 0    | 2 305 néző  |
| 2010   | AIK             | IFK Göteborg    | Råsunda Stadion  | 1 – 0    | 2 537 néző  |
| 2011   | Helsingborgs IF | Malmö FF        | Swedbank Stadion | 2 – 1    | 10 362 néző |
| 2012   | Helsingborgs IF | AIK Fotboll     | Olympiastadion   | 2 – 0    | 5 590 néző  |
| 2013   | Malmö FF        | IFK Göteborg    | Swedbank Stadion | 3 – 2    | 2 787 néző  |

### Legsikeresebb klubok
| Csapat          | Győztes        | Döntős               |
| --------------- | -------------- | -------------------- |
| Helsingborgs IF | 2 (2011, 2012) | 1 (2007)             |
| IFK Göteborg    | 1 (2008)       | 3 (2009, 2010, 2013) |
| Kalmar FF       | 1 (2009)       | 1 (2008)             |
| Malmö FF        | 1 (2013)       | 1 (2011)             |
| AIK             | 1 (2010)       | 1 (2012)             |
| IF Elfsborg     | 1 (2007)       |                      |

## Lásd még
- Svéd labdarúgó-bajnokság
- Svéd labdarúgókupa

## Külső hivatkozások
- A szuperkupa a svenskfotboll.se-n (svéd)